# ماك فولكنير
ماك فولكنير هو لاعب هوكي الجليد كندي، ولد في 20 مايو 1983 في King City, Ontario ‏ في كندا.

## وصلات خارجية
- ماك فولكنير على موقع EliteProspects.com (الإنجليزية)
- ماك فولكنير على موقع HockeyDB.com (الإنجليزية)